# Матиас, Сабриэль
Сабриэль Ахмед Матиас Мэттью (англ. Subriel Ahmed Matías Matthew; род. 31 марта 1992, Фахардо, Пуэрто-Рико) — пуэрто-риканский боксёр-профессионал, выступающий в первой полусредней и полусредней весовых категориях. Среди профессионалов действующий чемпион мира по версии WBC (2025—н.в.) в 1-м полусреднем весе и бывший чемпион мира по версии IBF (2023—2024) в 1-м полусреднем весе.
Лучшая позиция по рейтингу BoxRec — 1-я (июнь 2024) и являлся 1-м среди пуэрториканских боксёров 1-й полусредней весовой категории, а по рейтингам основных международных боксёрских организаций занимал: 7-е место рейтинга WBC, 3-е место рейтинга IBF и 4-е место рейтинга WBO. 

## Профессиональная карьера
Профессиональную карьеру начал 19 декабря 2015 года, в полусреднем весе (до 66,68 кг), победив техническим нокаутом в 1-м же раунде соотечественника Хуана Рохаса Родригеса (0-1).

### Отборочный бой с Максимом Дадашевым
19 июля 2019 года Сабриэль Матиас вышел на ринг, в отборочном поединке за звание обязательного претендента на титул чемпиона мира по версии IBF в 1-м полусреднем весе (до 63,5 кг), против небитого россиянина Максима Дадашева. В 11-м раунде бой был остановлен секундантом Дадашева, так как российский боксёр пропускал много чистых ударов и не контролировал ход боя. По дороге в раздевалку Дадашеву стало плохо, его экстренно госпитализировали с подозрением на отёк мозга. Позднее боксёру была проведена трепанация черепа. Его ввели в медикаментозную кому. А 23 июля 2019 года Максим Дадашев скончался от травм, полученных в ходе последнего боя.

### Первое поражение
22 февраля 2020 года на ринге MGM Grand единогласным решением судей (счёт: 93—96, 94—95 — дважды) потерпел первое поражение в конкурентном бою с россиянином Петросом Ананяном. Ананян выходил на ринг в качестве андердога против непобежденного нокаутёра, и по оценкам букмекеров, шансы Ананяна оценивались как 14 к 1, но он проявил сильный характер и стойкость духа, переломив исход боя в свою пользу и одержав волевую победу.

### Отборочный бой с Батыржаном Джукембаевым
29 мая 2021 года в Карсоне (США) досрочно победил небитого казаха Батыржана Джукембаева, путём отказа соперника от продолжения боя после 8-го раунда, и завоевал статус обязательного претендента на титул чемпиона мира по версии IBF в 1-м полусреднем весе.

### Реванш с Петросом Ананяном
22 января 2022 года в Атлантик-Сити в статусе обязательного претендента провел реванш с Ананяном которому проиграл два года назад. Ананян выбрал правильную стратегию работы с агрессивным панчером - работал первым номером на ближней дистанции не давая простора для действий. Угол пуэртериканца был не доволен началом поединка и требовал активности и большей агрессии. В третьем раунде Сабриелю удалось навязать рубку Ананяну в которой был лучше выдав отличную концовку в раунде. Следующие раунды шли под диктовку агрессивного пуэртериканца, но это не были раунды с доминированием. Ананян смог вырвал 6-й раунд, а в 7-м с Матиаса сняли очко за удары ниже пояса. В 8-м раунде стало ясно, что Ананян очень устал и больше не способен отвечать на каждую атаку оппонента. В самой концовке 9-го раунда Петрос пропускает левый хук и оказывается на канвасе. В перерыве его осматривает врач и даёт рефери сигнал что пора останавливать бой. Матиас ТКО 9.

### Чемпионский бой с Херемиасом Понсе
25 февраля 2023 года в Миннеаполисе (США) досрочно победил небитого аргентинца Херемиаса Понсе, путём отказа соперника от продолжения боя после 5-го раунда, и завоевал вакантный титул чемпиона мира по версии IBF в 1-м полусреднем весе. Аргентинец Понсе шедший у букмекеров андердогом отлично провел 1-й раунд полностью переработав грозного фаворита за счет большого количества выбрасываемых ударов. Во втором раунде Матиас решил идти в рубку где был более успешен. 3-й отрезок вновь остался за аргентинцем который ещё имел силы останавливать идущего вперед Сабриеля не влезая в откровенный размен. В четвёртом раунде бойцы разменивались на ближней и средней, но концовка осталась за Матиасом. В 5-м раунде Понсе получил большой урон и за 10 секунд до конца оказался в нокдауне. Он сумел встать и выжить, но в перерыве последовал отказ от тренера. SHO Stats привело статистику: по выброшенным ударам аргентинец имел минимальное преимущество (405 - 398), но более точен был Матиас (111-137), так же он был точен в джебах (5-9) и силовых (106 - 128).

### Бой с Шохжахоном Эргашевым
25 ноября 2023 года в Лас Вегасе (США) в андеркарде боя Девид Бенавидес - Деметриус Андраде встретился с обязательным претендентом на свой пояс Шохжахоном Эргашевым. Первый и второй раунд остались за претендентом который нашёл нужную для себя дистанцию и провел несколько мощных атак. В третьем раунде ситуация в корне изменилась и уже чемпион за счет невероятного давления и плотного боя с большим тоннажем ударов поменял рисунок боя в свою сторону. После пятого раунда Эргашев пожаловался в углу на боль в ноге, в итоге не выйдя на 6-й раунд боя. Победа Матиаса RTD 6.
В апреле 2024 года ушёл от Эла Хэймона Premier Boxing Champions где провел последние 5 боев и подписал контракт с промоутером Эдди Хирном (Matchroom Boxing) и будет выступать на стриминге DAZN. 

### Бой с Лиамом Паро
15 июня 2024 года в Манати (Пуэрто-Рико) проиграл свой титул в добровольной защите с Лиамом Паро из Австралии. С первых секунд первого раунда претендент обозначил дистанцию, работал джебом, больше бил и сбивал предплечьями. К третьему раунду чемпион понял, что ему надо увеличивать давление. В концовке 6-го раунда Сабриель смог потрясти претендента и погонял его по рингу, но австралиец выдержал. Ближе к концовке знаменитая выносливость Матиаса дала сбой и он уже не мог поддерживать тот уровень прессинга, он стал вязким в атаке и небрежным в защите. Счёт судей: 116—111, 115—112 дважды в пользу претендента. 

### Бой с Роберто Рамиресом
9 ноября 2024 года в Баямоне, (Пуэрто-Рико) вернулся после поражения и провел бой против мексиканца Роберто Рамиреса. С первых секунд боксеры устроили зрелищный махач. Мексиканец начал с прессинга и заставил Матиаса пятиться к канатам где бойцы устроили размен ударами. В концовке раунда Матиас выглядел лучше и последний удар левый сбоку потрясший мексиканца был за ним. Во второй трехминутке Сабриэль сразу навязал сопернику жесткий прессинг, высокий и длиннорукий Рамирес не мог удержать его на дистанции. В середине раунда Матиас посылает Рамиреса в нокдаун ударом по корпусу. Рефери отсчитывает, но после ещё одного нокдауна от левого в корпус рефери останавливает бой. ТКО2. 

### Отборочный бой с Габриэлем Валенсуэлой
1 марта 2025 года у себя на родине встретился в отборочном бою по линии IBF с №4 рейтинга мексиканцем Габриэлем Валенсуэлой. Мексиканец старался сдерживать Матиаса большим количеством ударов, у него удачно проходили чистые удары вблизи и на дальней. Периодически бойцы начинали обмен ударами без защиты, но явных нокаутирующих ударов никто не пропустил. С 3-го раунда Матиас начал забирать бой себе - усилил давление и перебивал мексиканца. В конце 3-го раунда попал мощным левым от которого Валенсуэла не смог отойти выйдя потрясенным на 4-й раунд. Последующие раунды Матиас забирал уверенно за счет ударной мощи. Перед 5-м и 6-м раундом мексиканца осматривал врач из-за глубокого рассечения над правым глазом. В середине 8-го раунда Валенсуэла опустился на колено от серии пропущенных ударов. Он смог встать до окончания отсчета рефери, но рефери видя состояние остановил бой. ТКО 8. Матиас стал обязательным претендентом и бросил вызов чемпиону IBF Ричардсону Хитчинсу.

### Чемпионский бой с Альберто Пуэльо
Не смотря на статус обязательного претендента по IBF 12 июля 2025 года в Нью-Йорке в вечер бокса Ring III от Турки Аль аш-Шейха, встретился с 30-летним чемпионом WBC Альберто Пуэльо. Матиас поединок традиционно начал с агрессивного давления: резал углы, зажимал у канатов, вкладываясь в каждый удар. Чемпион проваливал идущего на него агрессора, работал на контратаке, смещался и выбрасывал большое количество ударов. Не смотря на широкий технический арсенал у Пуэльо не было тяжелого удара, чтобы остановить бесконечнный прессинг претендента. Пуэльо хорошо смотрелся вначале боя и в концовке, особенно в последних двух чемпионских раундах. Середина боя осталась за Сабриэлем. Судьи посчитали в пользу ударного агрессора решением большинства судей (MD 12): дважды 113—115, а третий судья дал 114—114.

## Статистика профессиональных боёв
В таблице перечислены результаты всех поединков боксёров.
В каждой строке указан результат поединка. Дополнительно номер поединка обозначен цветом, который обозначает итог поединка. Расшифровка обозначений и цветов представлена в нижеследующей таблице.
| Пример | Расшифровка                     |
| ------ | ------------------------------- |
|        | Победа                          |
|        | Ничья                           |
|        | Поражение                       |
|        | Планируемый поединок            |
|        | Поединок признан несостоявшимся |
| КО     | Нокаут                          |
| ТКО    | Технический нокаут              |
| PTS    | Решение судей (по очкам)        |
| UD     | Единогласное решение судей      |
| MD     | Решение большинства судей       |
| SD     | Раздельное решение судей        |
| RTD    | Отказ от продолжения боя        |
| DQ     | Дисквалификация                 |
| NC     | Поединок признан несостоявшимся |

| 25 поединков, 23 побед (22 нокаутом), 2 поражения. | 25 поединков, 23 побед (22 нокаутом), 2 поражения. | 25 поединков, 23 побед (22 нокаутом), 2 поражения. | 25 поединков, 23 побед (22 нокаутом), 2 поражения. | 25 поединков, 23 побед (22 нокаутом), 2 поражения.             | 25 поединков, 23 побед (22 нокаутом), 2 поражения. | 25 поединков, 23 побед (22 нокаутом), 2 поражения.                                                                           |
| Бой                                                | Рекорд                                             | Дата боя                                           | Соперник                                           | Место проведения боя                                           | Результат                                          | Дополнительно |
| -------------------------------------------------- | -------------------------------------------------- | -------------------------------------------------- | -------------------------------------------------- | -------------------------------------------------------------- | -------------------------------------------------- | --- |
| 25                                                 | 23-2                                               | 12 июля 2025                                       | Альберто Пуэльо (24-0)                             | Louis Armstrong Stadium, Нью-Йорк, США                         | MD 12                                              | Бой за титул чемпиона мира по версии WBC (2-я защита Пуэльо) в 1-м полусреднем весе. Счёт судей: 114-114, 115-113, 115-113.  |
| 24                                                 | 22-2                                               | 1 марта 2025                                       | Габриэль Голлаз Валенсуэла (30-3-1)                | Coliseo Tomas Dones, Фахардо, Пуэрто-Рико                      | TKO 8 (12), 2:55                                   | |
| 23                                                 | 21-2                                               | 9 ноября 2024                                      | Роберто Рамирес (26-3-1)                           | Coliseo Ruben Rodriguez, Баямон, Пуэрто-Рико                   | TKO 2 (10), 2:16                                   | |
| 22                                                 | 20-2                                               | 15 июня 2024                                       | Лиам Паро (24-0)                                   | Coliseo Juan Aubin Cruz Abreu, Манати, Пуэрто-Рико             | UD 12                                              | Бой за титул чемпиона мира по версии IBF (2-я защита Матиаса) в 1-м полусреднем весе. Счёт судей: 111-116, 112-115, 112-115. |
| 21                                                 | 20-1                                               | 25 ноября 2023                                     | Шахджахан Эргашев (23-0)                           | Michelob Ultra Arena, Лас-Вегас, США                           | RTD 6 (12), 0:02                                   | Бой за титул чемпиона мира по версии IBF (1-я защита Матиаса) в 1-м полусреднем весе.                                        |
| 20                                                 | 19-1                                               | 25 февраля 2023                                    | Херемиас Понсе (30-0)                              | Armory, Миннеаполис, Миннесота, США                            | RTD 5 (12), 3:00                                   | Завоевал вакантный титул чемпиона мира по версии IBF в 1-м полусреднем весе.                                                 |
| 19                                                 | 18-1                                               | 22 января 2022                                     | Петрос Ананян (2) (16-2-2)                         | Borgata Hotel Casino, Атлантик-Сити, Нью-Джерси, США           | RTD 9 (12), 3:00                                   | Счёт: 88-82, 89-81 (дважды).                                                                                                 |
| 18                                                 | 17-1                                               | 29 мая 2021                                        | Батыржан Джукембаев (18-0)                         | Спортивный парк Dignity Health, Карсон, Калифорния, США        | RTD 8 (12), 3:00                                   | Завоевал статус обязательного претендента на титул чемпиона мира по версии IBF в 1-м полусреднем весе.                       |
| 17                                                 | 16-1                                               | 24 октября 2020                                    | Малик Хокинс (18-0)                                | Mohegan Sun Casino, Анкасвилл, Коннектикут, США                | RTD 6 (10), 3:00                                   | Бой в 1-м полусреднем весе.                                                                                                  |
| 16                                                 | 15-1                                               | 22 февраля 2020                                    | Петрос Ананян (14-2-2)                             | MGM Grand Garden Arena, Лас-Вегас, Невада, США                 | UD 10                                              | Счёт судей: 93-96, 94-95 (дважды). Бой в промежуточном весе (до 64,4 кг).                                                    |
| 15                                                 | 15-0                                               | 30 ноября 2019                                     | Джонатан Хосе Энис (24-12-1)                       | Coliseo Tomas Dones, Фахардо, Пуэрто-Рико                      | TKO 5 (10), 2:59                                   | |
| 14                                                 | 14-0                                               | 19 июля 2019                                       | Максим Дадашев (13-0)                              | MGM National Harbor, Оксон-Хилл, Мэриленд, США                 | RTD 11 (12), 3:00                                  | Отборочный бой за звание обязательного претендента на титул чемпиона мира по версии IBF в 1-м полусреднем весе.              |
| 13                                                 | 13-0                                               | 2 марта 2019                                       | Уилберт Лопес (23-10)                              | Coliseo Tomas Dones, Фахардо, Пуэрто-Рико                      | TKO 6 (10), 1:52                                   | |
| 12                                                 | 12-0                                               | 27 октября 2018                                    | Фернандо Давид Сауседо (62-8-3)                    | Lakefront Arena, Новый Орлеан, Луизиана, США                   | TKO 1 (10), 3:00                                   | |
| 11                                                 | 11-0                                               | 18 августа 2018                                    | Брейдис Прескотт (31-13)                           | Coliseo Tomas Dones, Фахардо, Пуэрто-Рико                      | TKO 4 (10), 0:36                                   | |
| 10                                                 | 10-0                                               | 19 мая 2018                                        | Адриан Эстрелья (28-1)                             | Parque de Pelota Pedro "Perucho" Cepeda, Катаньйо, Пуэрто-Рико | RTD 4 (10), 3:00                                   | |
| 9                                                  | 9-0                                                | 17 февраля 2018                                    | Даулис Прескотт (31-6)                             | Coliseo Ecuestre Municipal, Фахардо, Пуэрто-Рико               | TKO 3 (10), 0:23                                   | |
| 8                                                  | 8-0                                                | 18 ноября 2017                                     | Патрик Лопес (25-9)                                | Hotel Jaragua, Санто-Доминго, Доминиканская Республика         | TKO 2 (8), 1:42                                    | |
| Бой                                                | Рекорд                                             | Дата боя                                           | Соперник                                           | Место проведения боя                                           | Результат                                          | Дополнительно |